# 2010–2011-es EHF-bajnokok ligája
A 2010–2011-es EHF-bajnokok ligája a bajnokság történetének ötvenegyedik kiírása. A címvédő a német THW Kiel csapata volt. Magyarországról két csapat kvalifikálta magát, a bajnoki címvédő MKB Veszprém és a bajnoki ezüstérmes Pick Szeged. A négyes döntőt Kölnben rendezték meg, 2011. május 28-án és 29-én. A kupagyőztes az FC Barcelona lett, amely története során nyolcadik alkalommal hódította el a trófeát.

## Selejtezők
| Színmagyarázat | Színmagyarázat                                            |
| -------------- | --------------------------------------------------------- |
|                | A három csoport első helyezettje bejutott a csoportkörbe. |
|                | A csoportok többi helyezettjei az EHF-kupába jutottak.    |

### 1. csoport
| Csapat        | M | Gy | D | V | Lg | Kg | Gk | P |
| ------------- | - | -- | - | - | -- | -- | -- | - |
| Tatran Prešov | 3 | 2  | 1 | 0 | 92 | 87 | +5 | 5 |
| A1 Bregenz    | 3 | 2  | 0 | 1 | 90 | 85 | +5 | 4 |
| Beşiktaş      | 3 | 1  | 0 | 2 | 85 | 91 | –6 | 2 |
| Drammen HK    | 3 | 0  | 1 | 2 | 94 | 98 | –4 | 1 |

### 2. csoport
| Csapat          | M | Gy | D | V | Lg | Kg | Gk | P |
| --------------- | - | -- | - | - | -- | -- | -- | - |
| Dinama Minszk   | 3 | 2  | 1 | 0 | 79 | 72 | +7 | 5 |
| Porto           | 3 | 1  | 2 | 0 | 74 | 67 | +7 | 4 |
| ZTR Zaporizzsja | 3 | 1  | 0 | 2 | 73 | 79 | –6 | 2 |
| Metalurg Skopje | 3 | 0  | 1 | 2 | 68 | 76 | –8 | 1 |

### W csoport
| Csapat                | M | Gy | D | V | Lg | Kg | Gk  | P |
| --------------------- | - | -- | - | - | -- | -- | --- | - |
| Rhein-Neckar Löwen    | 3 | 3  | 0 | 0 | 97 | 80 | +17 | 6 |
| Bjerringbro-Silkeborg | 3 | 2  | 0 | 1 | 84 | 85 | –1  | 4 |
| Ademar León           | 3 | 1  | 0 | 2 | 79 | 81 | –2  | 2 |
| RK Gorenje            | 3 | 0  | 0 | 3 | 77 | 91 | –14 | 0 |

## Sorsolás
Az Európai Kézilabda-szövetség 2010. június 10-én készítette el a kiemelési kalapokat. A sorsolásra június 22-én került sor, Bécsben. Az egy kalapban szereplő csapatok, a csoportküzdelmek során nem találkozhattak egymással.
| 1. kalap            | 2. kalap       | 3. kalap             | 4. kalap            | 5. kalap              | 6. kalap          |
| ------------------- | -------------- | -------------------- | ------------------- | --------------------- | ----------------- |
| THW KielCV          | Montpellier HB | FC Barcelona         | Chambéry            | Bosna Sarajevo        | HCM Constanţa     |
| Ciudad Real         | RK Zagreb      | HSV Hamburg          | KIF Kolding         | IK Sävehof            | Vive Targi Kielce |
| Csehovszki Medvegyi | AaB Håndbold   | HK Szankt-Petyerburg | BM Valladolid       | Kadetten Schaffhausen | Tatran Prešov     |
| MKB Veszprém        | RK Celje       | Pick Szeged          | Flensburg-Handewitt | Rhein-Neckar Löwen    | Dinama Minszk     |

## Csoportkör
| Színmagyarázat | Színmagyarázat                                                                  |
| -------------- | ------------------------------------------------------------------------------- |
|                | A négy csoport első négy helyezettje bejut a nyolcaddöntőbe.                    |
|                | A négy csoport ötödik helyezettjei az EHF Kupagyőztesek Európa Kupájába jutnak. |
|                | A négy csoport utolsó helyezettjei nem folytathatják tovább a kupaszereplést.   |

### A csoport
| Csapat    | M  | Gy | D | V | Lg  | Kg  | Gk  | P  |
| --------- | -- | -- | - | - | --- | --- | --- | -- |
| Kiel      | 10 | 7  | 2 | 1 | 326 | 277 | +49 | 16 |
| Löwen     | 10 | 5  | 3 | 2 | 307 | 292 | +15 | 13 |
| Barcelona | 10 | 5  | 3 | 2 | 327 | 290 | +37 | 13 |
| Chambéry  | 10 | 4  | 0 | 6 | 262 | 307 | –45 | 8  |
| Celje     | 10 | 3  | 0 | 7 | 300 | 332 | –32 | 6  |
| Kielce    | 10 | 1  | 2 | 7 | 276 | 300 | –24 | 4  |

|           | KIE   | CEL   | BAR   | CHA   | LÖW   | VTK   |
| --------- | ----- | ----- | ----- | ----- | ----- | ----- |
| Kiel      |       | 43–27 | 28–28 | 35–23 | 30–27 | 33–29 |
| Celje     | 28–34 |       | 27–30 | 35–27 | 28–32 | 30–29 |
| Barcelona | 32–29 | 44–33 |       | 38–23 | 30–31 | 28–28 |
| Chambéry  | 26–28 | 30–24 | 27–26 |       | 32–27 | 27–26 |
| Löwen     | 30–30 | 33–32 | 38–38 | 37–22 |       | 29–27 |
| Kielce    | 27–36 | 30–36 | 26–33 | 31–25 | 23–23 |       |

### B csoport
| Csapat        | M  | Gy | D | V | Lg  | Kg  | Gk  | P  |
| ------------- | -- | -- | - | - | --- | --- | --- | -- |
| Montpellier   | 10 | 8  | 0 | 2 | 326 | 259 | +67 | 16 |
| MKB Veszprém  | 10 | 8  | 0 | 2 | 322 | 284 | +38 | 16 |
| Hamburg       | 10 | 6  | 1 | 3 | 304 | 273 | +31 | 13 |
| Kolding       | 10 | 5  | 0 | 5 | 296 | 316 | –20 | 10 |
| Sävehof       | 10 | 1  | 1 | 8 | 283 | 347 | –64 | 3  |
| Tatran Prešov | 10 | 0  | 2 | 8 | 273 | 325 | –52 | 2  |

|               | VES   | MON   | HAM   | KOL   | SAV   | PRE   |
| ------------- | ----- | ----- | ----- | ----- | ----- | ----- |
| MKB Veszprém  |       | 27–26 | 33–30 | 31–28 | 38–34 | 33–22 |
| Montpellier   | 30–24 |       | 26–30 | 40–25 | 33–21 | 40–25 |
| Hamburg       | 27–26 | 27–28 |       | 32–24 | 33–24 | 35–23 |
| Kolding       | 29–34 | 28–36 | 32–30 |       | 33–27 | 28–27 |
| Sävehof       | 31–41 | 21–34 | 31–34 | 30–38 |       | 33–32 |
| Tatran Prešov | 27–35 | 31–33 | 26–26 | 29–31 | 31–31 |       |

### C csoport
| Csapat                | M  | Gy | D | V | Lg  | Kg  | Gk  | P  |
| --------------------- | -- | -- | - | - | --- | --- | --- | -- |
| Csehovszki Medvegyi   | 10 | 6  | 2 | 2 | 315 | 282 | +33 | 14 |
| Valladolid            | 10 | 5  | 3 | 2 | 300 | 284 | +16 | 13 |
| Pick Szeged           | 10 | 5  | 0 | 5 | 290 | 291 | –1  | 10 |
| Kadetten Schaffhausen | 10 | 4  | 1 | 5 | 304 | 315 | –11 | 9  |
| Dinama Minszk         | 10 | 3  | 2 | 5 | 307 | 316 | –9  | 8  |
| AaB Håndbold          | 10 | 2  | 2 | 6 | 311 | 339 | –28 | 6  |

|                     | MED   | AAB   | SZE   | VAL   | SCH   | DIN   |
| ------------------- | ----- | ----- | ----- | ----- | ----- | ----- |
| Csehovszki Medvegyi |       | 39–29 | 25–26 | 29–27 | 38–35 | 28–28 |
| AaB Håndbold        | 30–38 |       | 34–30 | 32–36 | 30–30 | 33–29 |
| Pick Szeged         | 22–29 | 37–28 |       | 30–25 | 29–26 | 37–34 |
| Valladolid          | 26–26 | 33–33 | 26–23 |       | 35–26 | 27–27 |
| Schaffhausen        | 32–29 | 34–31 | 31–27 | 28–30 |       | 30–35 |
| Dinama Minszk       | 27–34 | 33–31 | 33–29 | 30–35 | 31–32 |       |

### D csoport
| Csapat            | M  | Gy | D | V | Lg  | Kg  | Gk  | P  |
| ----------------- | -- | -- | - | - | --- | --- | --- | -- |
| Ciudad Real       | 10 | 8  | 1 | 1 | 303 | 236 | +67 | 17 |
| Flensburg         | 10 | 8  | 0 | 2 | 288 | 249 | +39 | 16 |
| CO Zagreb         | 10 | 6  | 2 | 2 | 303 | 261 | +42 | 14 |
| Bosna Sarajevo    | 10 | 2  | 1 | 7 | 222 | 286 | –64 | 5  |
| Szankt-Petyerburg | 10 | 2  | 0 | 8 | 259 | 302 | –43 | 4  |
| Constanţa         | 10 | 2  | 0 | 8 | 261 | 302 | –41 | 4  |

|                   | CIU   | ZAG   | SZP   | FLE   | BOS   | CON   |
| ----------------- | ----- | ----- | ----- | ----- | ----- | ----- |
| Ciudad Real       |       | 30–20 | 32–27 | 27–19 | 32–17 | 34–28 |
| CO Zagreb         | 30–30 |       | 31–21 | 31–26 | 34–15 | 34–30 |
| Szankt-Petyerburg | 23–32 | 28–35 |       | 25–31 | 32–27 | 29–26 |
| Flensburg         | 25–23 | 32–29 | 34–22 |       | 25–18 | 29–22 |
| Bosna Sarajevo    | 22–29 | 26–26 | 25–24 | 23–35 |       | 24–23 |
| Constanţa         | 25–34 | 23–33 | 29–28 | 29–32 | 26–25 |       |

## Egyenes kieséses szakasz
| Csoport   | Csoportelső         | Csoportmásodik | Csoportharmadik | Csoportnegyedik       |
| --------- | ------------------- | -------------- | --------------- | --------------------- |
| A csoport | Kiel                | Löwen          | Barcelona       | Chambéry              |
| B csoport | Montpellier         | MKB Veszprém   | Hamburg         | Kolding               |
| C csoport | Csehovszki Medvegyi | Valladolid     | Pick Szeged     | Kadetten Schaffhausen |
| D csoport | Ciudad Real         | Flensburg      | CO Zagreb       | Bosna Sarajevo        |

### Nyolcaddöntők
A nyolcaddöntők mérkőzéseit 2011. március 23. és április 3. között rendezték meg.
| 1. csapat             | Össz. | 2. csapat           | 1. mérk. | 2. mérk. |
| --------------------- | ----- | ------------------- | -------- | -------- |
| Kadetten Schaffhausen | 58–61 | Montpellier         | 31–26    | 27–35    |
| Kolding               | 53–72 | Kiel                | 29–36    | 24–36    |
| Chambéry              | 43–63 | Ciudad Real         | 24–27    | 19–36    |
| Bosna Sarajevo        | 39–61 | Csehovszki Medvegyi | 22–31    | 17–30    |
| Pick Szeged           | 46–60 | Flensburg           | 26–27    | 20–33    |
| Barcelona             | 54–51 | MKB Veszprém        | 28–21    | 26–30    |
| CO Zagreb             | 55–58 | Löwen               | 28–31    | 27–27    |
| Hamburg               | 63–55 | Valladolid          | 28–22    | 35–33    |

### Negyeddöntők
A negyeddöntők mérkőzéseit 2011. április 20. és május 1. között rendezték meg.
| 1. csapat | Össz. | 2. csapat           | 1. mérk. | 2. mérk. |
| --------- | ----- | ------------------- | -------- | -------- |
| Flensburg | 46–59 | Ciudad Real         | 24–38    | 22–21    |
| Barcelona | 63–58 | Kiel                | 27–25    | 36–33    |
| Hamburg   | 75–61 | Csehovszki Medvegyi | 38–24    | 37–37    |
| Löwen     | 62–55 | Montpellier         | 27–29    | 35–26    |

### Elődöntők
A mérkőzéseket 2011. május 28-án játszották.
| 1. csapat   | Eredmény | 2. csapat |
| ----------- | -------- | --------- |
| Löwen       | 28–30    | Barcelona |
| Ciudad Real | 28–23    | Hamburg   |

### Harmadik helyért
A mérkőzést 2011. május 29-én játszották.
| 1. csapat | Eredmény | 2. csapat |
| --------- | -------- | --------- |
| Löwen     | 31–33    | Hamburg   |

### Döntő
A mérkőzést 2011. május 29-én játszották.
| 1. csapat | Eredmény | 2. csapat   |
| --------- | -------- | ----------- |
| Barcelona | 27–24    | Ciudad Real |

## Külső hivatkozások
- Az Európai Kézilabda-szövetség hivatalos honlapja (angolul)
- Az EHF-bajnokok ligája hivatalos honlapja (angolul)